# Amata pfluemeroides
Amata pfluemeroides är en fjärilsart som beskrevs av Turati 1917. Amata pfluemeroides ingår i släktet Amata och familjen björnspinnare. Inga underarter finns listade i Catalogue of Life.